# CHI3L2
CHI3L2 (англ. Chitinase 3 like 2) – білок, який кодується однойменним геном, розташованим у людей на 1-й хромосомі. Довжина поліпептидного ланцюга білка становить 390 амінокислот, а молекулярна маса — 43 501.
| 10         |  | 20         |  | 30         |  | 40         |  | 50         |
| ---------- |  | ---------- |  | ---------- |  | ---------- |  | ---------- |
| MGATTMDQKS |  | LWAGVVVLLL |  | LQGGSAYKLV |  | CYFTNWSQDR |  | QEPGKFTPEN |
| IDPFLCSHLI |  | YSFASIENNK |  | VIIKDKSEVM |  | LYQTINSLKT |  | KNPKLKILLS |
| IGGYLFGSKG |  | FHPMVDSSTS |  | RLEFINSIIL |  | FLRNHNFDGL |  | DVSWIYPDQK |
| ENTHFTVLIH |  | ELAEAFQKDF |  | TKSTKERLLL |  | TAGVSAGRQM |  | IDNSYQVEKL |
| AKDLDFINLL |  | SFDFHGSWEK |  | PLITGHNSPL |  | SKGWQDRGPS |  | SYYNVEYAVG |
| YWIHKGMPSE |  | KVVMGIPTYG |  | HSFTLASAET |  | TVGAPASGPG |  | AAGPITESSG |
| FLAYYEICQF |  | LKGAKITRLQ |  | DQQVPYAVKG |  | NQWVGYDDVK |  | SMETKVQFLK |
| NLNLGGAMIW |  | SIDMDDFTGK |  | SCNQGPYPLV |  | QAVKRSLGSL |  |            |

A: Аланін

C: Цистеїн

D: Аспарагінова кислота

E: Глутамінова кислота

F: Фенілаланін

G: Гліцин

H: Гістидин

I: Ізолейцин

K: Лізин

L: Лейцин

M: Метіонін

N: Аспарагін

P: Пролін

Q: Глутамін

R: Аргінін

S: Серин

T: Треонін

V: Валін

W: Триптофан

Кодований геном білок за функцією належить до гідролаз. 
Задіяний у такому біологічному процесі, як альтернативний сплайсинг. 
Білок має сайт для зв'язування з лектинами. 
Секретований назовні.